# Гургурниця
Гургурниця (мак. Гургурница) — село у Північній Македонії, в общині Брвениця, що в Полозькому регіоні країни.
Громада складається з — 1556 осіб (перепис 2002).